# Konrad-Adenauer-Allee (Augsburg)

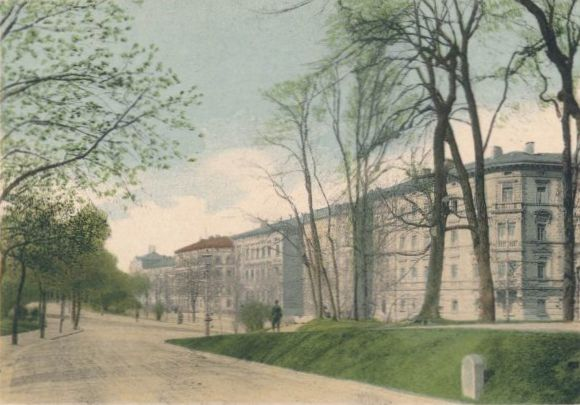
Die Kaiserstraße um 1900 (Handkolorierte Fotografie)

Die Konrad-Adenauer-Allee (früher Kaiserstraße) ist eine Straße in Augsburg. Sie gehört zum Stadtbezirk Augsburg-Innenstadt, St. Ulrich–Dom und bildet die südwestliche Grenze dieses Bezirks.

## Lage
Die Konrad-Adenauer-Allee verläuft ungefähr in Nord-Süd-Richtung. Ihren nördlichen Abschluss bildet der Königsplatz und ihren südlichen Abschluss der Theodor-Heuss-Platz (früher Kaiserplatz). Parallel zur Konrad-Adenauer-Allee, nur wenige Meter weiter westlich, verläuft die Schießgrabenstraße. Die beiden parallelen Straßen sind durch einen unbebauten, mit Bäumen bepflanzten Hang getrennt, ein Relikt der früheren Wallanlagen. Dadurch hat die Konrad-Adenauer-Allee den Charakter einer breiten und schattigen Innenstadt-Allee mit nur einseitiger Bebauung. Westlich der Schießgrabenstraße schließt sich der Stadtbezirk Augsburg-Beethovenviertel an.
Der Unterschied des Bodenniveaus zwischen der Schießgrabenstraße und der Konrad-Adenauer-Allee zieht sich bis in den Königsplatz hinein, wo er in Richtung Norden allmählich flacher wird. Deshalb ist dieser Platz nicht waagerecht, sondern gleicht einer schrägen Rampe.

## Geschichte

### Situation vor 1860

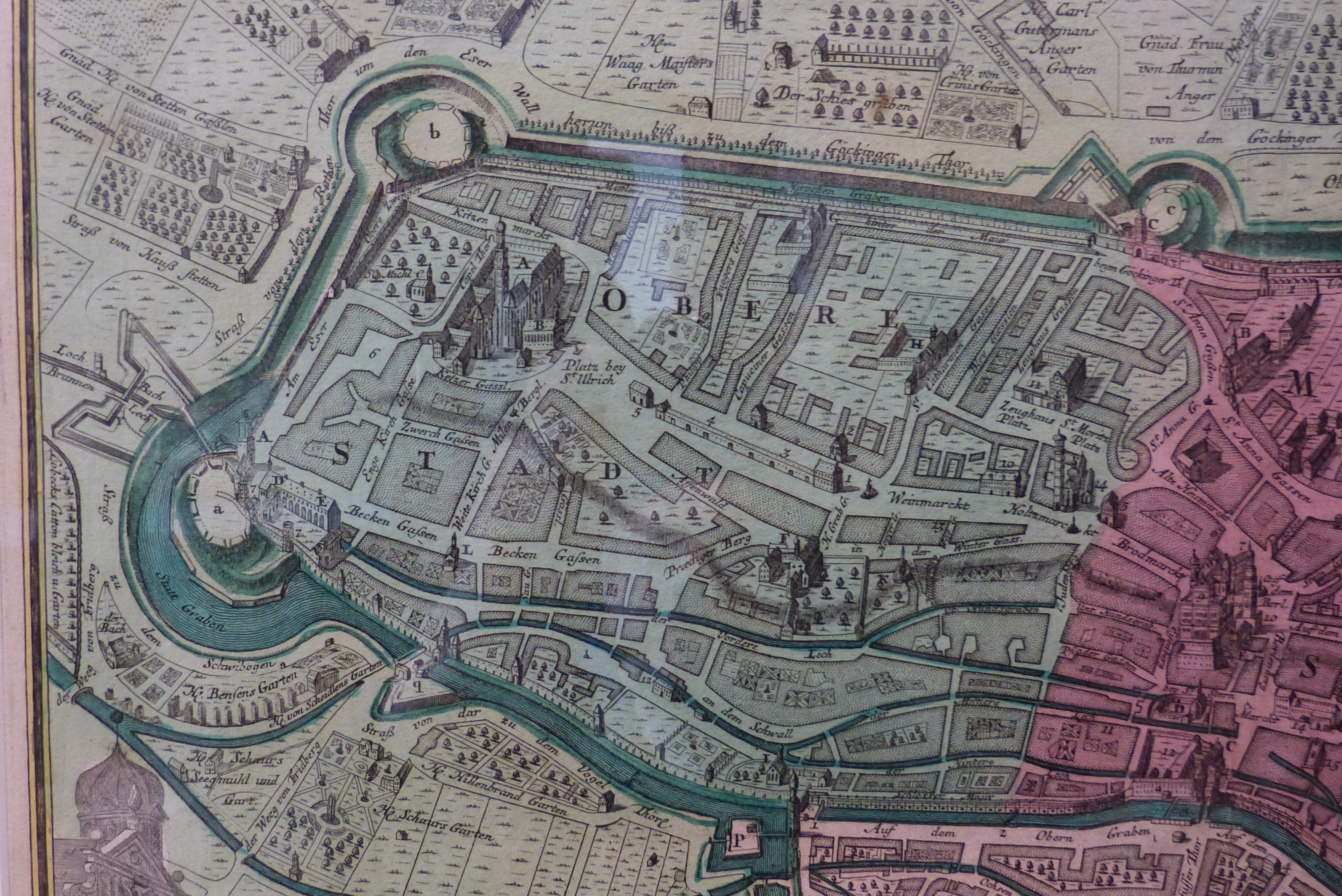
Ausschnitt einer Karte von Matthäus Seutter, etwa 1730/1731

Augsburg war bis zur zweiten Hälfte des 19. Jahrhunderts eine befestigte Stadt. Sie war von einer Stadtmauer umschlossen, die von ausgehobenen Gräben umgeben war. Die Gräben waren, wo dies hydrotechnisch möglich war, mit Wasser gefüllt und ansonsten trocken. Entlang der Stadtmauer waren an wichtigen Eckpunkten und an den Stadttoren erhöhte und herausragende Bastionen errichtet, die zur Bezeichnung die Namensendung „-wall“ trugen. Die heutige Konrad-Adenauer-Allee liegt am längsten schnurgeraden Abschnitt der ehemaligen Augsburger Stadtbefestigung, der sich am Rand der Oberen Stadt zwischen zwei Bastionen spannte: dem Eserwall und dem Göggingerwall (mit dem Gögginger Tor). Die Stadtmauer dieses Abschnitts soll Spuren römischen Ursprungs getragen haben.
Der Graben dieses Abschnitts hieß „Hirschgraben“. Er war nicht wassergefüllt und soll mindestens 15 Ellen tief gewesen sein. Er trug seinen Namen daher, dass hier seit dem Jahr 1410 Hochwild gehalten wurde. Jenseits des Hirschgrabens, außerhalb der Stadt im heutigen Beethovenviertel, lagen Gartengrundstücke und der „Schießgraben“, ein seit dem Jahr 1545 bestehender Übungsplatz mit Gastronomie, der von einer traditionsreichen Schützengesellschaft (Armbrust- und Bogenschützen) betrieben wurde.
Entlang der Innenseite der Stadtmauer zwischen dem Roten Tor und dem Alten Einlass wurden im 16. Jahrhundert mehrere hundert einstöckige Soldatenbehausungen gebaut, die „Zwingerhäuser“ oder „Zwinger-Wohnungen“, in denen die Stadtsoldaten lebten. Später verfielen diese oder wurden abgerissen. Die letzten verbliebenen Zwingerhäuser wurden von armen Leuten bewohnt. Der Zwinger war in drei Abschnitte gegliedert: Oberer Zwinger, Mittlerer Zwinger und Unterer Zwinger. Der Abschnitt der Stadtmauer zwischen dem Eserwall und dem Gögginger Tor war der Mittlere Zwinger. Andere Namen dafür waren „Hirschmauer“ oder „Hinter der Mauer“.
Im ehemaligen Klostergarten des 1802 aufgelösten Frauenklosters St. Katharina ließ König Maximilian I. im Jahr 1808 (Augsburg war seit 1806 keine Reichsstadt mehr und fortan unter bayerischer Besatzung) eine Mauthalle errichten. Zum Gütertransport von und in die Mauthalle wurde im gleichen Jahr auf der Höhe der heutigen Hallstraße ein Nebentor in die Stadtmauer gebrochen, das Halltor, und dieses mit einer Brücke über den Graben ausgestattet.

### Einebnung und Anlage der Straße

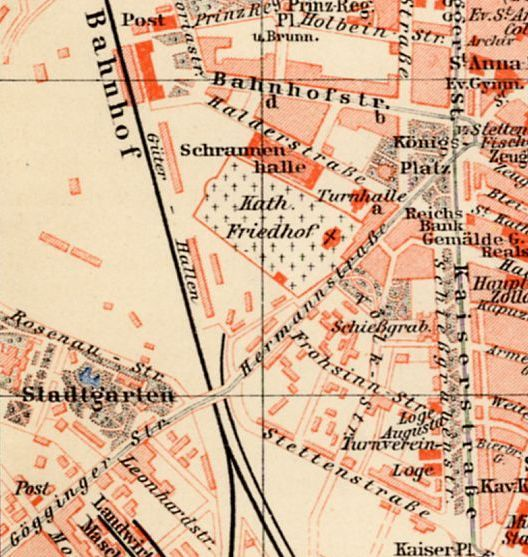
Ausschnitt eines Stadtplans von Augsburg mit der Kaiserstraße (1905)

Das Gögginger Tor wurde ab 1860 abgerissen, der Göggingerwall und der Stadtgraben eingeebnet und an dieser Stelle der Königsplatz angelegt. Dies bildete den Auftakt zu weiteren Schleifungen der Augsburger Stadtbefestigung, um die Stadt zu öffnen. Dabei wurde auch die Stadtmauer südlich des Gögginger Tors einschließlich der verbliebenen Zwingerhäuser abgebrochen und der Hirschgraben verfüllt. So entstand dort eine breite Straße, die 1879 nach Kaiser Wilhelm I. Kaiserstraße benannt wurde. Die parallele Schießgrabenstraße verläuft auf einer nicht abgetragenen Wallaufschüttung. Diese Arbeiten wurden von Protesten begleitet, da einige Augsburger die alten Wehranlagen nicht verlieren wollten.
1881 wurde nach dem Abbruch des reichsstädtischen Stadtgerichtsgebäudes, an der Stelle, wo zuvor das Halltor war, eine Durchbruchstraße bis hin zur Maximilianstraße angelegt, die Hallstraße. 1896 wurde am südlichen Abschluss der Kaiserstraße an der Stelle der eingeebneten Bastion Eserwall der Kaiserplatz angelegt.
Die Kaiserstraße wurde vom Stadtbaurat Ludwig Leybold als Teil einer Ringstraße um Augsburg konzipiert, die die gesamte Altstadt umspannen sollte. Diese Ringstraße wurde jedoch nicht vollendet. Im Norden der Kaiserstraße setzt sich jenseits des Königsplatzes in derselben Fluchtlinie die Fuggerstraße bis zum 1877 erbauten Stadttheater (heute Großes Haus des Staatstheaters) fort.
An der zur Altstadt gelegenen Seite der Kaiserstraße, wo zuvor die Stadtmauer und die Zwingerhäuser gewesen waren, wurden ab 1880 prächtige Wohnhäuser, überwiegend im Stil der Neorenaissance, erbaut. In der Kaiserstraße 13, an der Ecke Kaiserstraße/Katharinengasse, befand sich eine von Ludwig Leybold erbaute Filiale der Reichsbank. Außerdem entstand 1899 auf dem Gelände des ehemaligen Kapuzinerklosters St. Franziskus und sel. Gualfardus, mit Zufahrt von der Kaiserstraße aus, eine Braustätte von Hasen-Bräu. Sie war bis 2011 in Betrieb. Anschließend wurden die Brauereigebäude abgebrochen und das Gelände mit Wohnhäusern neu bebaut. Heute erinnert an das Kloster nur noch der Straßenname Kapuzinergasse und an die Braustätte nur noch der Torbogen.
Mit dem Ausbau des Augsburger Straßenbahnnetzes wurde  auch eine Linie auf der Kaiserstraße verlegt.
1908 wurde auf dem Grünstreifen neben der Kaiserstraße auf der Höhe der Hallstraße ein Springbrunnen mit einer nackten Jünglingsfigur errichtet, der Kesterbrunnen.

### Im Nationalsozialismus (1933–45)
Im so genannten Dritten Reich trug der Königsplatz ab 1933 den Namen Adolf-Hitler-Platz. Hitler plante, die Fugger- und Kaiserstraße in eine Aufmarschallee umzuwandeln. Dazu sollten die Straßen, um den Anforderungen von Monumentalität gerecht zu werden, auf ihrer gesamten Länge zu einer 48 m breiten und 1,2 km langen Achse begradigt werden. Mit der Umsetzung beauftragte der Diktator des NS-Staats den Architekten Hermann Giesler. Am Kaiserplatz sollte, als Gegenstück zum Stadttheater, ein neues Schauspielhaus errichtet werden. Hitler plante außerdem im Dreieck Hauptbahnhof–Stadttheater–Kaiserplatz ein gigantisches Gauforum mit einer Halle für etwa 20.000 Menschen und einem davorliegenden Platz für etwa 80.000 Menschen zu erbauen.
Diese Pläne wurden allerdings nur teilweise Realität: Die vierreihige Baumallee auf der Fuggerstraße wurde abgeholzt, der Theaterportikus als Endpunkt der Aufmarschallee auf Geheiß Hitlers im Zuge einer Modernisierung des Stadttheaters bis 1939 von drei auf fünf Säulenreihen verbreitert. Nach Kriegsende 1945 erhielt der Königsplatz wieder seinen alten Namen zurück.

### Nach dem Zweiten Weltkrieg
Nachdem der Kaiserplatz 1964 nach dem Nachkriegspolitiker Theodor Heuss in Theodor-Heuss-Platz umbenannt wurde, wurde 1967 die Kaiserstraße nach Konrad Adenauer in Konrad-Adenauer-Allee umbenannt. 1975 wurde sie neugestaltet, die Straßenbahn erhielt auf Kosten des Grünstreifens zur Schießgrabenstraße eine eigene Trasse. Bis 2013 war die Konrad-Adenauer-Allee, ebenso wie auch die Schießgrabenstraße, Einbahnstraße, so dass der Verkehrsfluss auf jeder der beiden parallelen Straßen auf eine Richtung eingegrenzt wurde und dafür zweispurig werden konnte. Bis zur Jahrtausendwende verliefen die Bundesstraßen 2, 17 und 300 über den Königsplatz – mit entsprechend hohem Verkehrsaufkommen.

### Maßnahmen zur Verkehrsberuhigung
Mit dem 2009 aufgestellten Bebauungsplan Nr. 500, „Königsplatz und Augsburg-Boulevard (zwischen Klinkertor- und Theodor-Heuss-Platz)“ wurde der Königsplatz von 2011 bis 2013 umgebaut und die Verkehrsführung in diesem Bereich stark verändert. Dabei wurde die Konrad-Adenauer-Allee ganz vom Durchgangsverkehr befreit und zu einer Erschließungsstraße für die anliegenden Quartiere umgewandelt. Die Konrad-Adenauer-Allee hat seither keine Verbindung mit der Fuggerstraße, Schaezlerstraße, Hermanstraße oder Halderstraße mehr. Sie ist für den Autoverkehr verkürzt und endet, von Süden kommend, an der Katharinengasse. Dafür übernimmt die Schießgrabenstraße seither allein den Durchgangsverkehr in beiden Richtungen.
Nach Messungen des Radverkehrs ab 2016 und einem Antrag der Grünen beschloss der Bauausschuss der Stadt 2019, die Konrad-Adenauer-Allee zwischen Theodor-Heuss-Platz und Katharinengasse in eine Fahrradstraße umzuwidmen.

## Sehenswürdigkeiten

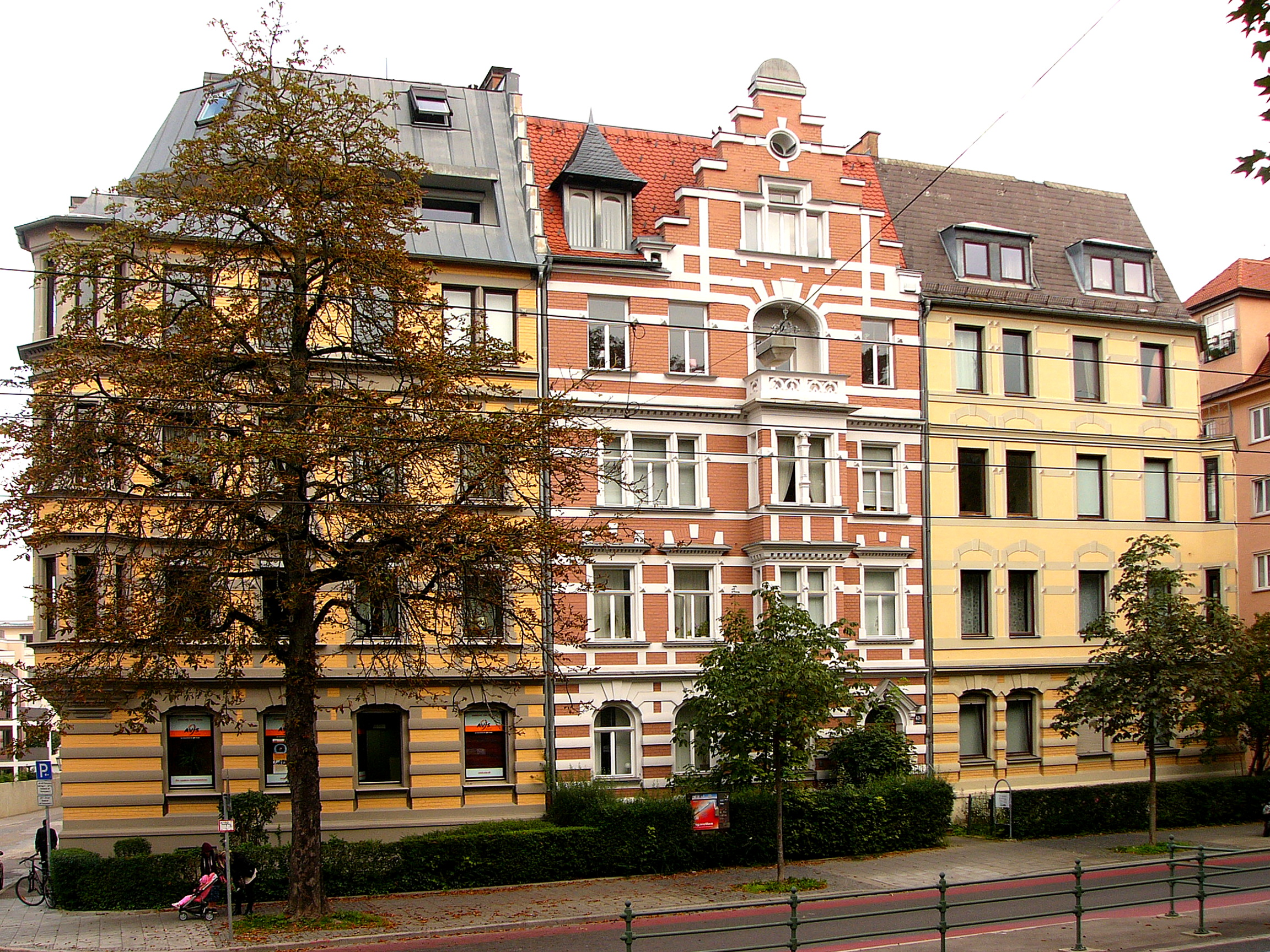
Häuser in der Konrad-Adenauer-Allee 43, 43 1/2, und 45, von Albert Jack und Maximilian Wanner

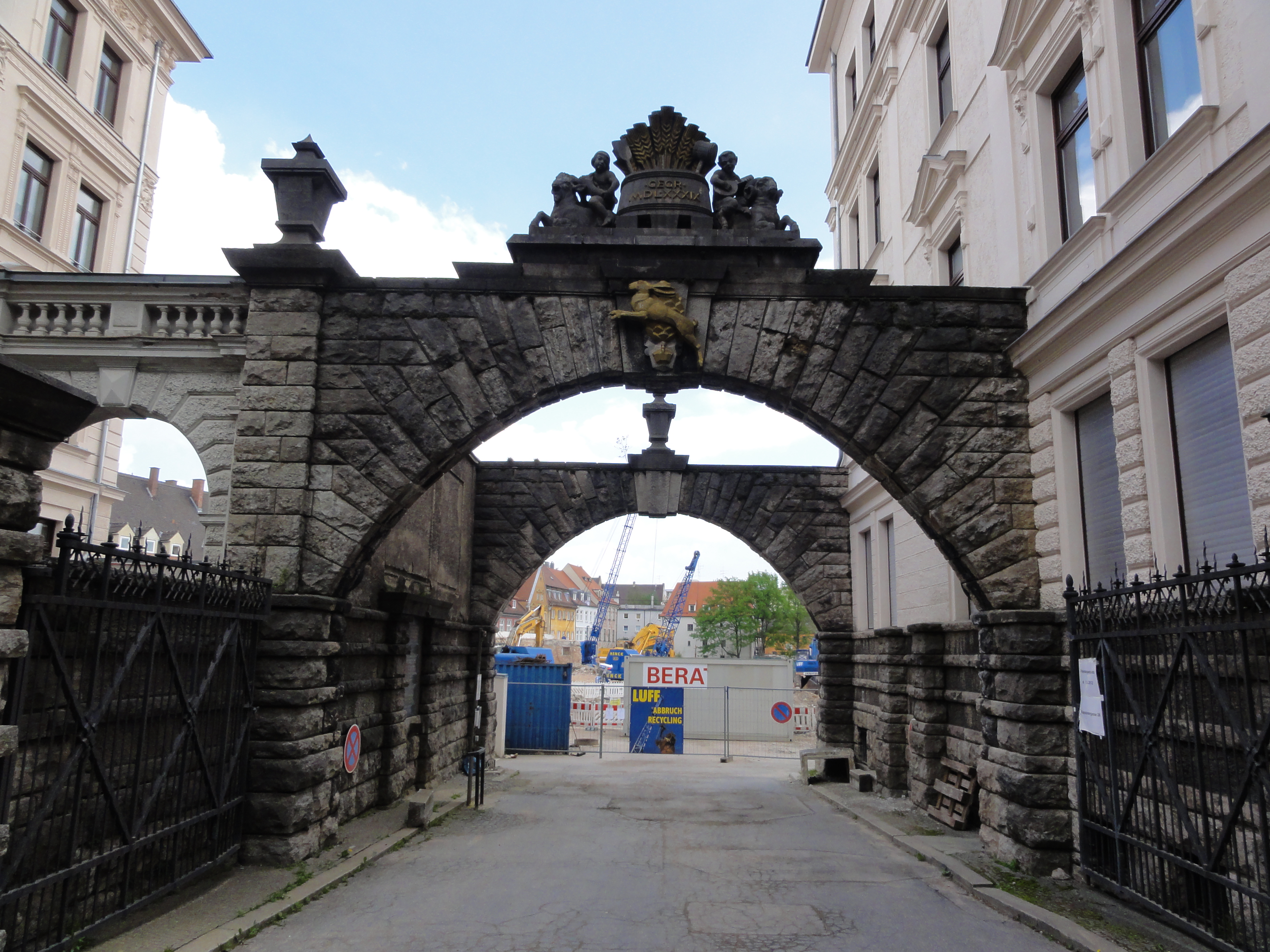
Der Torbogen von Hasen-Bräu

Folgende Hausnummern in der Konrad-Adenauer-Allee stehen unter Denkmalschutz: Konrad-Adenauer-Allee 15, 17, 17 a, 19, 21, 23, 25, 27, 31, 33, 43 43 1/2, 45, 51, 53, 55, 63, 65. Unter diesen drei- bis fünfgeschossigen Gebäuden stellt Nr. 17 a einen architektonischen Sonderfall dar: es handelt sich um einen kleineren, etwas versteckt liegenden zurückgesetzten Bau in neuromanischen Formen aus dem Jahr 1902. Er trägt in großen, künstlerisch ausgeformten Jugendstil-Lettern die Aufschrift „ERDM.SPALKE.PHOTOGR.KUNST-ANSTALT.“ (Erdmann Spalke, Fach- und Kunstfotograf in Augsburg und Regensburg).
In der Konrad-Adenauer-Allee 39 befindet sich ein Museum, die Heimatstube Reichenberg.